# Washakie Ten
Washakie Ten és una concentració de població designada pel cens dels Estats Units a l'estat de Wyoming. Segons el cens del 2000 tenia 604 habitants.

## Demografia
Segons el cens del 2000, Washakie Ten tenia 604 habitants, 235 habitatges, i 169 famílies. La densitat de població era de 9,3 habitants/km².
Dels 235 habitatges en un 37,4% hi vivien nens de menys de 18 anys, en un 63% hi vivien parelles casades, en un 4,3% dones solteres, i en un 27,7% no eren unitats familiars. En el 26,4% dels habitatges hi vivien persones soles el 8,5% de les quals corresponia a persones de 65 anys o més que vivien soles. El nombre mitjà de persones vivint en cada habitatge era de 2,57 i el nombre mitjà de persones que vivien en cada família era de 3,12.
Per edats la població es repartia de la següent manera: un 29,8% tenia menys de 18 anys, un 5% entre 18 i 24, un 29,6% entre 25 i 44, un 25,2% de 45 a 60 i un 10,4% 65 anys o més.
L'edat mediana era de 38 anys. Per cada 100 dones de 18 o més anys hi havia 102,9 homes.
La renda mediana per habitatge era de 29.313 $ i la renda mediana per família de 46.591 $. Els homes tenien una renda mediana de 40.761 $ mentre que les dones 25.714 $. La renda per capita de la població era de 22.384 $. Entorn del 16,1% de les famílies i el 17,8% de la població estaven per davall del llindar de pobresa.

## Poblacions més properes
El següent diagrama mostra les poblacions més properes.